# マラルディ山
マラルディ山(Mons Maraldi)は、月の山である。標高1.3km、直径は約15kmである。近隣のクレーターマラルディに因んで名付けられた（クレーターは、イタリアの天文学者ジャン・ドミニク・マラルディ及びジャコーモ・フィリッポ・マラルディに因んで名付けられた）。